# Quai de la Marne (Paris)
Der Quai de la Marne ist eine Einbahnstraße im 19. Arrondissement von Paris.

## Lage
Der Quai de la Marne verbindet die Hebebrücke der Rue de Crimée mit dem Parc de la Villette. Er wird außerdem noch von der Pont de la Rue de l’Ourcq und der Passerelle des Ardennes überquert.
Direkt am Ufer verläuft ein Radweg, der den Quai mit dem Parc de la Villette verbindet und bis nach Meaux führt.

## Namensursprung
Der Quai de la Marne ist nach Frankreichs längstem Nebenfluss, die Marne, benannt. Sie mündet nach 514 Kilometer etwas flussaufwärts von Paris in die Seine.

## Geschichte
Der Kai liegt auf der ehemals selbständigen Gemeinde La Villette. Er entstand beim Aushub des Canal de l’Ourcq im Jahr 1802 und wurde per Dekret vom 23. Mai 1863 in das Pariser Straßennetzes übernommen.

## Sehenswürdigkeiten
- Die Hubbrücke an der Rue de Crimée, die 1885 in Betrieb genommen wurde, ist die letzte ihrer Art in der Hauptstadt, die noch immer jedes Jahr fast 9000 Manöver durchführt.
- Bei der Hausnummer 30 am Quai de la Marne befindet sich das Haus des Schleusenwärters.[6]
- Von der Pont de la rue de l’Ourcq hat man einen herrlichen Blick auf das Bassin de la Villette und die Rotonde de la Villette von Claude-Nicolas Ledoux (1784), ein Überbleibsel der Mauer der Generalpächter und Mittelpunkt des Place de la Bataille-de-Stalingrad.
- Neben der ehemaligen Eisenbahnbrücke verläuft ein Fußweg.
- Am Ende der Straße und auf der anderen Seite der Darse du fond de Rouvray liegt das Büro der Verwaltung der Pariser Wasserwege.[7] Die Uferstraße wird hier als Fuß- und Radweg durch den Parc de la Villette weitergeführt.